# 포수

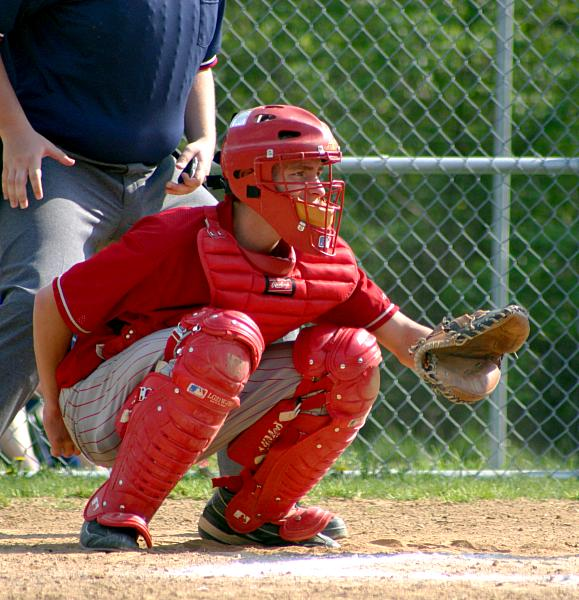
보호장비를 갖춘 포수

포수(捕手, 영어: Catcher)는 본루(本壘, 영어: Home Base)에서 투수가 던지는 공을 받는 역할을 하는 수비 포지션 중 하나이다.
기록지에서 수비번호는 2이며, 영어로는 C로 줄여서 나타낸다.

## 포수의 역할

### 투수의 공 받기
포수의 역할 중 가장 큰 비중이 있는 역할이 투수의 공 받기인데  포수는 투수의 실투를 블로킹하는 것도 투수의 공 받는 역할에 속한다. 또한 자신의 소속팀 투수들의 성향을 철저하게 파악해야 한다.

### 도루 저지
도루 저지는 투수의 공을 받는 것만큼이나 중요한 포수의 역할이다. 왜냐하면 투수는 주자가 득점권(2루 혹은 3루)에 위치하면 주자를 신경 쓰느라 투구에 집중하기 어려워지기 때문이다. 때문에 1, 2, 3루 어디든 주자가 있으면 포수는 언제나 도루를 염두에 두어야 한다. 주자는 주로 투수가 변화구를 던지는 타이밍을 노려서 도루를 시도하는데, 이때 포수가 매우 중요한 역할을 한다.
도루는 주로 1루에서 2루로 시도되는 경우가 많은데, 이는 포수가 2루까지 송구하는 데에 걸리는 시간이 3루보다 늦기 때문이다. 이 때문에 포수는 홈에서 2루까지 가뿐히 던질 수 있는 스로잉 능력이 있어야 한다. 만약 포수의 송구능력이 약한 편이라면 주자들은 이 점을 노려서 더욱 적극적으로 도루를 시도하게 된다.

### 땅볼 에러 막기
타자가 내야 땅볼을 쳤을 때 1루수가 포구 실책을 저지르거나 수비수가 송구 실책을 저질렀을 때, 포수가 1루수 뒤로 백업을 들어옴으로써 주자의 추가 진루를 막을 수 있다. 단, 이 역할은 외야수가 대체할 수도 있다.

### 사인 보내기
투수가 공을 던지기 전, 포수는 다리 사이로 손을 감추고 투수에게 미리 약속된 사인을 보낸다. 이것은 투수와 포수가 서로 어떤 공을 던질지 상의하는 것이다. 이 때, 투수도 승낙을 할 때, 투수는 그 공을 던져서 포수가 잡기 쉽도록 한다. 그러나 사인이 안 맞을 때는, 공을 놓치거나 홈플레이트 뒤로 공이 빠지거나 장타를 허용하기도 한다.
또한 포수는 투수뿐 아니라 내야수 및 외야수에게 수비 위치를 조정하는 사인을 전달하기도 한다. 이처럼 그라운드 위의 모든 수비수들에게 지령을 내리는 포수를 '야전사령관'으로 칭하기도 한다.

### 파울 플라이 잡기
타자가 공을 쳤을 때, 파울지역에 높이 떴다가 떨어지기도 한다. 그 파울지역이 홈플레이트 인근일 경우 포수가 공을 잡아야 한다. 포수가 파울지역 뜬공을 잡을 때는 투수를 등지고 공의 위치를 파악해야 낙구지점 포착에 용이하다.

### 홈 아웃 시키기
타자가 안타를 쳤을 때 주자는 홈으로 들어올 수 있다. 이때 홈으로 던진 공이 주자보다 먼저 포수에게 도착하면 포수는 주자를 태그하여 아웃시킬 수 있다. 포수가 공을 받고 주자를 태그할 때 주자가 이미 홈플레이트에 신체의 어떤 부분이라도 닿으면 득점이 인정된다. 단, 주자가 먼저 홈플레이트에 닿았을시라도, 타자나 주자의 포스아웃으로 3아웃이 되면 득점이 인정되지 않는다. (태그아웃은 득점인정)

### 밀어내기 방어하기
만루 상태에서 볼 4개가 되면 주자들이 한 칸씩 이동하며 3루에 있던 주자는 홈으로 이동하여 홈인이 된다. 이를 밀어내기라 하는데 포수는 투수로부터 공을 받아낼 때 공을 되도록이면 스트라이크가 되도록 받아내서 밀어내기를 차단해야 한다. 이렇게 스트라이크존에서 살짝 벗어나는 공을 포수가 잘 받아내어 스트라이크 판정을 받아내는 기술을 '프레이밍'이라고 한다. 소위 미트질이라고 폄하하는 그 행위로, 바깥쪽으로 나갔거나 걸치는 공을 스트라이크 존으로 미트를 옮기는 동시에 포구를 실행하면 된다. 이론은 그렇다. 초보자나 일반인이 실제로 미트 끼고 프레이밍을 해보면 티가 많이 나고, 프로 수준은 되어야 프레이밍이 티가 난다. 티가 나면 프레이밍이 아니다.

## 포수의 장비
포수의 장비에는 헬멧 및 마스크, 몸통 보호대, 무릎 보호대, 미트 등이 있다.

### 헬멧 및 마스크
150km가 넘나드는 빠른 공을 잡아야 할 때, 또는 경기중 타자의 타구로 인한 파울 (일명 파울 팁)이 발생할 경우, 헬멧이나 마스크가 없으면 큰 부상을 당할 위험이 있다.
이러한 부상의 위험으로부터 포수를 보호하기 위하여 헬멧과 마스크를 착용하게 된다.
마스크는 철로 만들었으며, 가로줄이 있는 것이 보편적이나 근래에는 여러 형태의 마스크가 만들어져 사용되고 있다.(예 : 일체형 마스크). 일체형 마스크르 제외한 포수 마스크는 경량형, 또는 분리형 포수 마스크라고 부르기도 하지만, 보통 '마스크'라고 하면 다 알아듣는다.

### 몸통 보호대(프로텍터)
몸통을 보호할 때 사용되는 보호대 중 하나로, 포수의 보호대 중에서 가장 넓은 보호대다.
몸통 보호대는 포수가 실수로 공을 못 잡을 때, 그리고 바닥에서 튄 공을 블로킹할 때 공으로부터 몸을 보호해 준다.

### 무릎, 정강이 보호대(렉가드)
주로 플라스틱 또는 얇은 알루미늄으로 만들어진다.
무릎과 정강이 역시 공을 맞게 되면 큰 부상을 당하기 때문에 착용을 해야 안전하다.
또한, 투수가 체력이 거의 없을 때, 공이 자주 원 바운드가 되므로, 이 보호대 역시 중요하다.

### 낭심 보호대
투수가 던진 공 또는 타자의 배트에 스친 공에 의해 낭심이 다치는 것을 방지하기 위해 착용한다.